# Dios y Federación

Escudo de Venezuela en 1871, en el que se encontraba inscrito el lema, en la cinta inferior, como Dios y Federación.

La frase Dios y Federación es considerada como el tradicional lema de Estado de Venezuela. Fue la divisa de los rebeldes federalistas durante la Guerra Federal, y fue incluida en el Escudo Nacional al término de dicho conflicto.

## Historia
La frase Dios y Federación fue empleada por primera vez por los reformistas que se sublevaron contra el gobierno de José María Vargas durante la Revolución de las Reformas, en 1835. Sin embargo, su uso se generalizaría al ser usado por los federalistas en el transcurso de la Guerra Federal.
Según versiones históricas, en los inicios del conflicto, el general Ezequiel Zamora encontró en las llanuras de Barinas a dos aventureros de origen francés llamados Napoleon Avril y Charles Henri Morton de Kératry, quienes huían de Francia luego de haber caído la Segunda República, y que ya habían pasado por México y Colombia. Avril y Kératry se unieron a las tropas de Zamora, y junto con otros consejeros de las cercanías, sustituyeron la inscripción Soy de usted atento servidor —presente en los comunicados internos de los rebeldes— por el conocido lema de la Revolución de 1789: Libertad, Igualdad y Fraternidad. No obstante, Morton de Kératry, recomendó modificarla una vez más, usando en su lugar la fórmula Dios y Federación. La nueva frase se hizo muy popular entonces, convirtiéndose en la divisa emblemática de los rebeldes liberales.
Recientemente se le ha atribuido a Estanislao Rendón, la autoría de la frase "Dios y Federación", la cual es considerada como lema de Estado.
La firma del Tratado de Coche en abril de 1863 significó el triunfo del bando liberal y su acceso al poder. El 29 de julio del mismo año, el general Juan Crisóstomo Falcón hizo modificaciones al escudo oficial de 1836, reemplazando la leyenda Libertad en el listón central inferior por el de Dios y Federación. Hecho ya un lema de Estado para Venezuela, permanecería en el escudo con ligerísimas variantes, hasta que el decreto del 15 de julio de 1930 pusiera en su lugar la inscripción EE.UU. de Venezuela.

## Uso posterior
Aunque carece desde entonces de basamento legal, la expresión fue tenida por lema tradicional del país incluso después de su supresión. Comúnmente era usado como apotegma de cartas u otros comunicados institucionales, así como en carteles, edictos, y en documentos legales.
Para algunos articulistas venezolanos de opinión, la significancia que cobra dicha fórmula en el día de hoy, más que el triunfo de una facción política sobre otra, es el de la prevalencia de un sistema federal en contraposición a un centralismo autoritario, y que resume el espíritu de descentralización desarrollado durante los años de la democracia venezolana.
En la actualidad, puede leerse en el escudo de armas del estado Barinas y hasta el 3 de agosto de 2006, en la bandera del estado Falcón, donde funciona como lema de aquellas subdivisiones políticas.
Además el lema se usa en los documentos oficiales del Poder Judicial.